# Aràbia
|  | Per a altres significats, vegeu «Aràbia (desambiguació)». |

Aràbia (àrab: شبه الجزيرة العربية, xibh al-jazīra al-ʿarabiyya, ‘la península Aràbiga’, tot i que tradicionalment se l'ha anomenada simplement الجزيرة العربية, al-jazīra al-ʿarabiyya, literalment ‘l'illa Aràbiga’) és una península del sud-oest d'Àsia, a la confluència amb Àfrica. És una regió majoritàriament de clima desèrtic. Sovint, és coneguda també com la península Aràbiga.

Amb 3.237.500 km, la península aràbiga és la península més gran del món.
El litoral de la península està banyat a l'oest pel mar Roig i el golf d'Aqaba, al sud pel mar d'Aràbia i a l'est pel golf d'Oman i el golf Pèrsic. Al nord, limita amb Israel i Palestina, Jordània, l'Iraq i Kuwait. Políticament, la península Aràbiga està dividida en els següents estats (de major a menor extensió): 
- Aràbia Saudita
- Iemen
- Oman
- Emirats Àrabs Units (EAU)
- Qatar
- Bahrain

L'Aràbia Saudita (regne governat per la dinastia wahhabita dels Al Saüd) ocupa la major part de la península, que té una extensió total de tres milions de quilòmetres quadrats. La majoria de la població, d'uns cinquanta milions de persones, viu a l'Aràbia Saudita i al Iemen. El subsol d'Aràbia conté grans quantitats de petroli. A la península, s'hi troben la Meca i Medina, les ciutats santes de l'islam, totes dues a l'Aràbia Saudita, per la qual cosa el país té una gran ascendència sobre els seus veïns. Els EAU i Qatar són la seu de les principals cadenes de televisió del món àrab, com ara Al-Jazira.
El terme Pròxim Orient de vegades s'aplica només a la península Aràbiga, si bé normalment es refereix a una regió molt més extensa; Aràbia, en canvi, sovint és usat per a referir-se només a l'Aràbia Saudita. En altres temps, el terme Aràbia abastava tot el que avui coneixem com el món àrab, des del Marroc a l'oest fins a Oman a l'est.

## Etimologia
A l'antiguitat, el terme Aràbia abastava una àrea més gran que el terme actual Península Aràbiga i incloïa el desert d'Aràbia i grans parts del desert sirio-àrab. Durant el període hel·lenístic, la zona era coneguda com Aràbia o Aràvia (grec: Αραβία). Els romans van anomenar tres regions amb el prefix Aràbia.
- Aràbia Pètria (Aràbia pedregosa[8]): estava formada per l'antic regne nabateu al sud del Llevant, la península del Sinaí i el nord-oest de la península aràbiga. Va ser l'única que es va convertir en província, amb Petra (a Jordània) com a capital.
- Arabia Deserta: significava les terres desèrtiques d'Aràbia. Com a nom per a la regió, va romandre popular durant els segles XIX i XX, i es va utilitzar en els viatges de Charles M. Doughty a Arabia Deserta (1888).
- Aràbia Feliç (Aràbia afortunada): va ser utilitzat pels geògrafs per descriure la part sud de la península aràbiga, sobretot el que ara és Iemen, que gaudeix de més pluges, és molt més verd que la resta de la península i fa temps que gaudeix d'una producció molt més productiva. camps.

Els habitants àrabs utilitzaven una divisió nord-sud d'Aràbia: Al Sham-Al Yaman, o Arabia Deserta-Arabia Felix. Aràbia Fèlix s'havia utilitzat originàriament per a tota la península, i en altres ocasions només per a la regió del sud. Com que el seu ús es va limitar al sud, tota la península es va anomenar simplement Aràbia. La deserta d'Aràbia era tota la regió desèrtica que s'estenia al nord des d'Aràbia Fèlix fins a Palmira i l'Eufrates, incloent tota la zona entre Pelusio al Nil i Babilònia. Aquesta zona també s'anomenava Aràbia i no es distingia amb força de la península.
Els àrabs i l'Imperi otomà consideraven l'oest de la regió de la península aràbiga on els àrabs vivien la terra dels àrabs - Bilad al-'Arab (Aràbia), i les seves divisions principals eren la bilad al-Sham (Llevant), la bilad al-Yaman (Iemen) i la bilad al-'Iraq (Iraq). Els otomans van utilitzar el terme Arabistan en un sentit ampli per a la regió a partir de Cilícia, on el riu Eufrates fa el seu descens a Síria, a través de Palestina, i per la resta del Sinaí i les penínsules Aràbigues.
Les províncies d'Aràbia eren: Al Tih, la península del Sinaí, Hedjaz, Asir, Iemen, Hadramaut, Mahra i Shilu, Oman, Hasa, Bahrain, Dahna, Nufud, Hammad, que incloïa els deserts de Síria, Mesopotàmia i Babilònia.

## Geografia
Geogràficament, la península Aràbiga inclou Bahrain, Kuwait, Oman, Qatar, l'Aràbia Saudita, els Emirats Àrabs Units (EAU) i el Iemen, així com el sud l'Iraq i Jordània. El més gran d'ells és l'Aràbia Saudita. A l'època clàssica, la península del Sinaí també es considerava part d'Aràbia.
La península Aràbiga es troba al continent asiàtic i limita (en el sentit de les agulles del rellotge) el golf Pèrsic al nord-est, l'estret d'Ormuz i el golf d'Oman a l'est, el mar d'Aràbia al sud-est, el Golf d'Aden, el canal de Guardafui al sud, i l'estret de Bab-el-Màndeb al sud-oest i el mar Roig, que es troba al sud-oest i a l'oest. La part nord de la península es fusiona amb el desert de Síria sense una frontera clara, encara que el límit nord de la península es considera generalment com les fronteres nord de l'Aràbia Saudita i Kuwait, també regions del sud de l'Iraq i Jordània.
La característica més destacada de la península és el desert, però al sud-oest hi ha serres muntanyoses, que reben més precipitacions que la resta de la península. Harrat ash Shaam és un gran camp volcànic que s'estén des del nord-oest d'Aràbia fins a Jordània i el sud de Síria.
La península Aràbiga es va formar com a conseqüència de la separació del mar Roig fa entre 56 i 23 milions d'anys, i limita amb el mar Roig a l'oest i al sud-oest, el golf Pèrsic i el golf d'Oman al nord-est, el Llevant i Mesopotàmia al nord i el mar d'Aràbia i l'oceà Índic al sud-est. La península juga un paper geopolític crític al món àrab i globalment a causa de les seves grans reserves de petroli i gas natural.
Abans de l'era moderna, la regió es dividia principalment en quatre regions diferents: l'altiplà central (Najd i Al-Yamama), l'Aràbia del Sud (Iemen, Hadhramaut i Oman), Al-Bahrain (Aràbia oriental o Al-Hassa) i el Hejaz (Tihama per a la costa occidental), tal com el descriu Ibn al-Faqih.

### Límits polítics

Els països constituents d'Aràbia

Els països constitutius de la península són (en el sentit de les agulles del rellotge de nord a sud) Kuwait, Qatar i els Emirats Àrabs Units (EAU) a l'est, Oman al sud-est, Iemen al sud i Aràbia Saudita al centre. El país insular de Bahrain es troba just al costat de la costa est de la península. A causa de la jurisdicció del Iemen sobre l’arxipèlag de Socotra, el contorn geopolític de la península s'enfronta al canal de Guardafui i al mar de Somàlia al sud.
Els sis països de Bahrain, Kuwait, Oman, Qatar, l'Aràbia Saudita i els Emirats Àrabs Units formen el Consell de Cooperació del Golf (GCC).
El Regne de l'Aràbia Saudita cobreix la major part de la península. La majoria de la població de la península viu a l'Aràbia Saudita i al Iemen. La península conté les reserves de petroli més grans del món. L'Aràbia Saudita i els Emirats Àrabs Units són econòmicament els més rics de la regió. Qatar, l'únic país peninsular del golf Pèrsic a la península més gran, acull l'estació de televisió en àrab Al Jazeera i la seva filial en anglès Al Jazeera English. Kuwait, a la frontera amb l'Iraq, és un país important estratègicament, que forma un dels principals llocs d'escena per a les forces de la coalició que munten la invasió de l'Iraq liderada pels Estats Units el 2003.

### Població
| 1950      | 1960       | 1970       | 1980       | 1990       | 2000       | 2002       | 2011       |
| 9.481.713 | 11.788.232 | 15.319.678 | 23.286.256 | 35.167.708 | 47.466.523 | 77.584.000 | 63.364.001 |

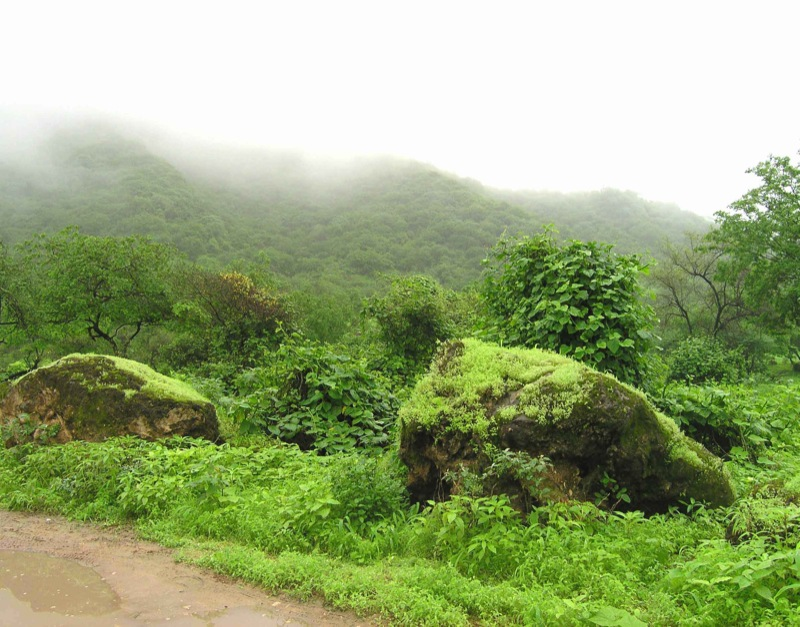
La regió muntanyosa de Dhofar al sud-est d'Oman, on es troba la ciutat de Salalah, és una destinació turística coneguda per la seva temporada anual de khareef.
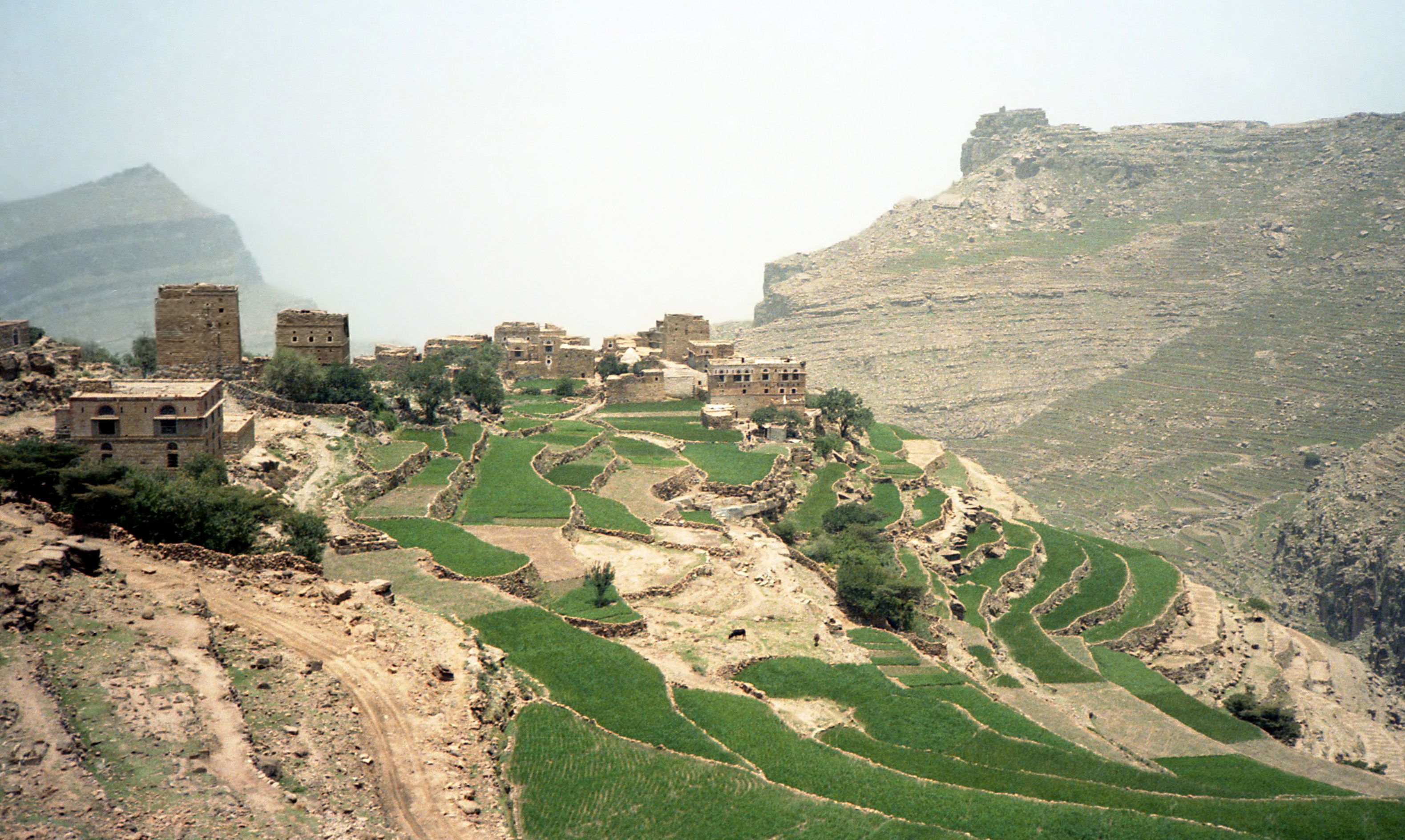
Camps en terrassa a la serra Harazi de les muntanyes Sarawat a l'oest del Iemen
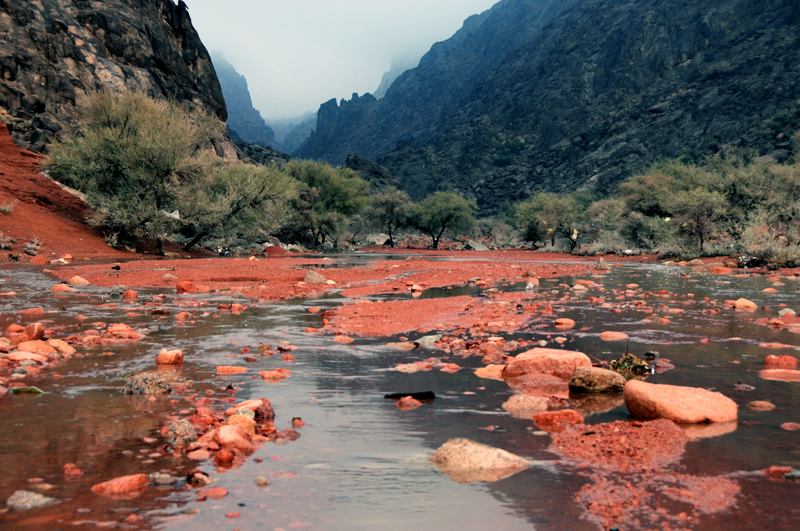
La subserra d'Aja de les muntanyes Shammar a la regió de Hail, al nord de l'Aràbia Saudita

Malgrat la seva població històricament escassa, l'Aràbia política destaca pel seu ràpid creixement demogràfic, impulsat tant per importants entrades de mà d'obra migratòria com per unes taxes de natalitat constantment altes. La població es caracteritza per la seva relativa joventut i una proporció de gènere molt esbiaixada que afavoreix els homes. En diversos estats, el nombre de sud-asiàtics supera el de la població autòctona. Els quatre estats més petits (per àrea), amb costes que voregen completament el golf Pèrsic, mostren el creixement demogràfic més extrem del món, gairebé triplicant-se cada dues dècades. El 2014, la població estimada de la península aràbiga era de 77.983.936 (inclosos els expatriats). La península aràbiga és coneguda per tenir una de les proporcions de sexes adults més desiguals del món, amb dones en algunes regions (especialment a l'est) que només constitueixen una quarta part de les persones d'entre 20 i 40 anys

#### Ciutats

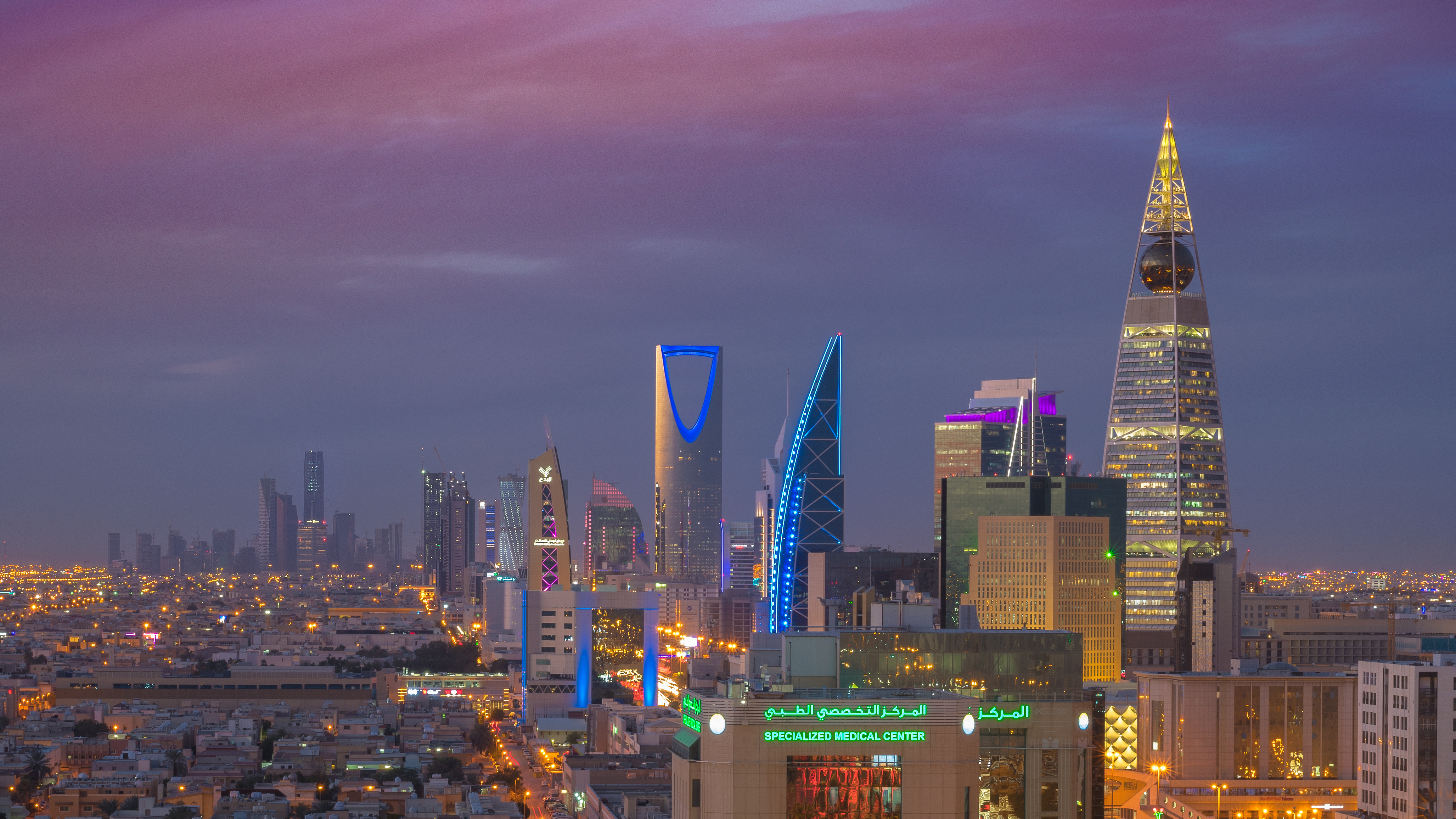
Riad. Aràbia Saudita. la ciutat més poblada de la Península Aràbiga

### Paisatge
Les roques exposades varien sistemàticament a través d'Aràbia, amb les roques més antigues exposades a l’escut àrab-nubi prop del mar Roig, recobertes per sediments anteriors que es tornen més joves cap al golf Pèrsic. Potser l'ofiolita més ben conservada de la Terra, la Semail Ophiolite, es troba exposada a les muntanyes dels Emirats Àrabs Units i al nord d'Oman.
La península consta de:
1. Un altiplà central, el Najd, amb fèrtils valls i pastures utilitzades per a la pastura d’ovelles i altres bestiar
2. Una sèrie de deserts: el Nafud al nord,[24] que és pedregós; el Rub al-Khali o Gran desert d'Aràbia al sud, amb sorra que es calcula que s'estén per 180 m sota la superfície; entre d'altres, les muntanyes Dahna[25][26][27]
3. Trams de costa seca o pantanosa amb esculls de corall al costat del mar Roig (Tihama)
4. Oasis i costa pantanosa a l'Aràbia oriental, els més importants dels quals són els d’Al-Ain (Buraimi als Emirats Àrabs Units i Oman) i Al-Hassà (a l'Aràbia Saudita), segons un autor[27]
5. Costa monsònica tropical a Dhofar i Al-Mahra (coneguda com Khareef a la península aràbiga).

Aràbia té pocs llacs o rius permanents. La majoria de les zones estan drenades per cursos d'aigua efímers anomenats uadis, que són secs excepte durant l'època de pluges. No obstant això, hi ha nombrosos aqüífers antics sota gran part de la península, i on aquesta aigua aflora, es formen oasis (per exemple Al-Hasa i Qatif, dos dels oasis més grans del món) i permeten l'agricultura, especialment les palmeres, que van permetre a la península produir més dates que qualsevol altra regió del món. En general, el clima és extremadament càlid i àrid, encara que hi ha excepcions. Les elevacions més altes es tornen temperades per la seva altitud, i la costa del mar d'Aràbia pot rebre brises fresques i humides a l'estiu a causa de l'elevació freda de la costa. La península no té boscos espessos. La fauna adaptada al desert és present a tota la regió.
Un altiplà de més de 760 m alt s'estén per gran part de la península aràbiga. L'altiplà inclina cap a l'est des de l'escarpa massiva i trencada al llarg de la costa del Mar Roig fins a les aigües poc profundes del golf Pèrsic. L'interior es caracteritza per cuestas i valls, drenades per un sistema de wadis. Una mitja lluna de deserts de sorra i grava es troba a l'est.

#### Muntanyes

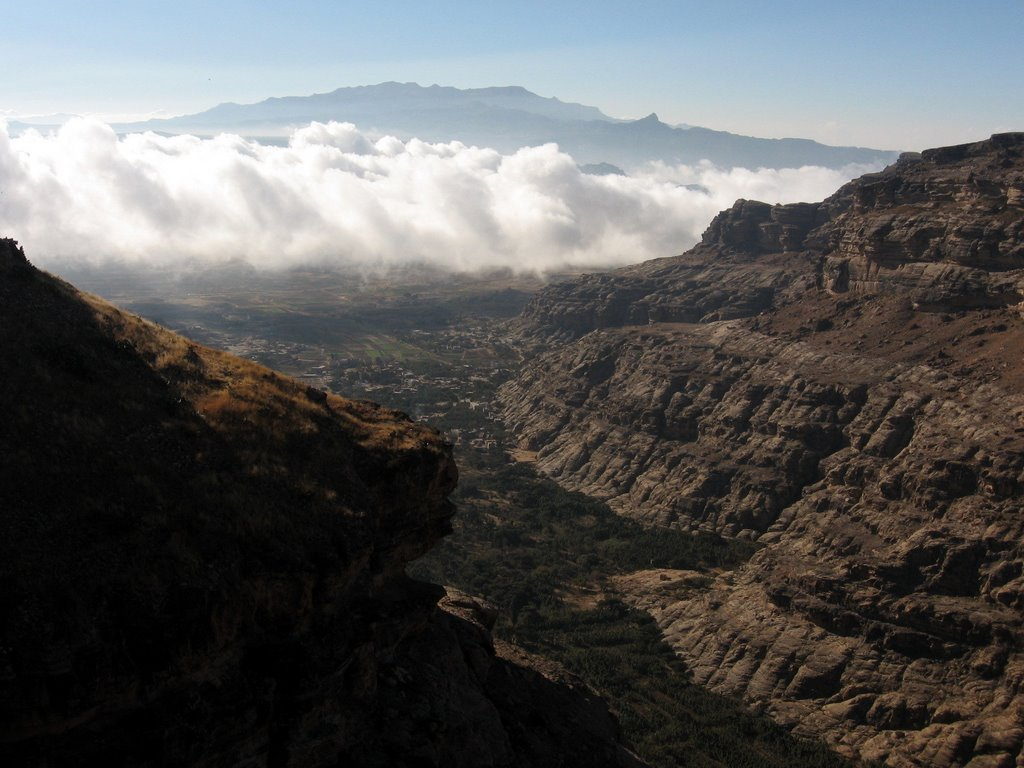
Les muntanyes Haraz a l'oest del Iemen inclouen la muntanya més alta d'Aràbia, Jabal An-Nabi Shu'ayb o Jabal Hadhur prop de Sanà

Hi ha muntanyes als límits oriental, sud i nord-oest de la península. A grans trets, els rangs es poden agrupar de la següent manera:
- Nord-est: la serralada Hajar, compartida pels Emirats Àrabs Units i el nord d'Oman.[27]
- Sud-est: les muntanyes Dhofar del sud d'Oman,[27] contigües amb l'est Hadramaut iemenita.[31][32]
- Oest: vorejant la costa oriental del Mar Roig hi ha l'Sarawat[25] que inclou les muntanyes Haraz de l'est del Iemen,[26] i les muntanyes 'Asir[33] i Hijaz de l'oest de l'Aràbia Saudita,[34][35] aquest últim inclòs el Midian al nord-oest de l'Aràbia Saudita.[31]
- Nord-oest: A part del Sarawat, la part nord de l'Aràbia Saudita acull les muntanyes Shammar, que inclouen les subserralades d'Aja i Salma.[27]
- Central: el Najd acull l'escarpa de Tuwayk[31] o la serralada de Tuwair.[27]

Des del Hijaz cap al sud, les muntanyes mostren un augment constant d'altitud cap a l'oest a mesura que s'acosten al Iemen, i els cims i serralades més alts es troben al Iemen. El més alt, Jabal An-Nabi Shu'ayb o Jabal Hadhur de la subgrup de Haraz de la serralada de Sarawat, és de 3666 m d'alt. En comparació, els Tuwayr, Shammar i Dhofar generalment no superen 1.000 m d'alçada.
No totes les muntanyes de la península estan visiblement dins dels rangs. Jebel Hafeet en particular, a la frontera dels Emirats Àrabs Units i Oman, mesura entre 1,100 i 1,300 m, no es troba dins del rang de Hajar, però es pot considerar un valor atípic d'aquest rang.

### Terra i mar
La major part de la península aràbiga no és apta per a l'agricultura, per la qual cosa els projectes de reg i recuperació de terres són essencials. L'estreta plana costanera i els oasis aïllats, que representen menys de l'1% de la superfície terrestre, s'utilitzen per conrear cereals, cafè i fruites tropicals. La cria de cabres, ovelles i camells està molt estesa a altres llocs de la resta de la Península. Algunes zones tenen un clima monsònic tropical humit d'estiu, en particular les zones de Dhofar i Al Mahrah d'Oman i el Iemen. Aquestes zones permeten plantacions de coco a gran escala. Gran part del Iemen té un clima de muntanya influenciat per la pluja monsònica tropical. Les planes solen tenir un clima desèrtic àrid tropical o subtropical o un clima d'estepa àrid. El mar que envolta la península aràbiga és generalment un mar tropical amb una vida marina tropical molt rica i uns quants dels esculls de corall més grans, sense destruir i verges del món. A més, els organismes que viuen en simbiosi amb el corall del Mar Roig, els protozous i les zooxantelles, tenen una adaptació única al clima càlid a l'augment (i a la baixada) sobtat de la temperatura de l'aigua del mar. Per tant, aquests esculls de corall no es veuen afectats pel blanqueig de corall causat per l'augment de la temperatura com en altres llocs del mar de corall indopacífic. Els esculls tampoc es veuen afectats pel turisme de masses i el busseig o altres interferències humanes a gran escala. El golf Pèrsic ha patit importants pèrdues i degradació dels esculls de corall i es creu que l'amenaça més gran és l'activitat de construcció costanera que altera el medi marí.
Els sòls fèrtils del Iemen han encoratjat l'assentament de gairebé tota la terra des del nivell del mar fins a les muntanyes a 3.000 m. A les cotes més altes, s'han construït terrasses elaborades per facilitar el cultiu de gra, fruita, cafè, gingebre i khat. La península aràbiga és coneguda pel seu ric petroli, és a dir, la producció de petroli per la seva situació geogràfica.
D'acord amb les dades de satèl·lit de recuperació de gravetat i experiment climàtic (GRACE) de la NASA (2003–2013) analitzades en un estudi dirigit per la Universitat de Califòrnia, Irvine (UCI) publicat a Water Refonts Research el 16 de juny de 2015, el sistema aqüífer més estressat de el món és el sistema aqüífer àrab, del qual depenen més de 60 milions de persones per a l'aigua. Vint-i-un dels trenta-set aqüífers més grans han superat els punts d'inflexió de la sostenibilitat i s'estan esgotant i tretze d'ells es consideren molt afectats.

## Història

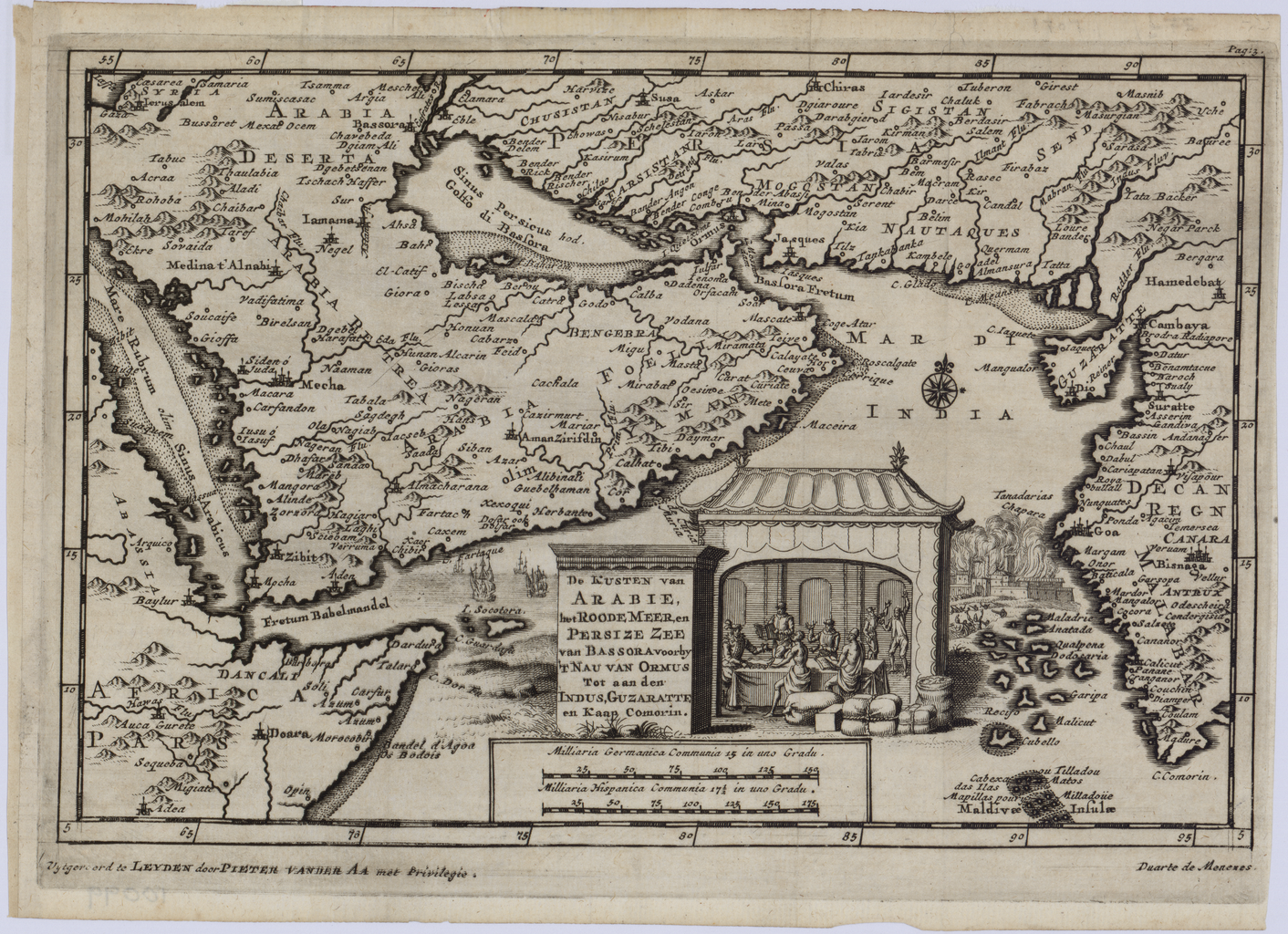
Un mapa de la península Aràbiga del 1707

Aràbia és, literalment, el país dels àrabs. Els aribi són coneguts des del segon mil·lenni aC. Els primers sobirans d'Aràbia s'esmenten al segle viii aC, però només devien governar confederacions tribals, ja que la regió fou habitada tradicionalment per pobles nòmades; l'escassetat d'aigua i l'aridesa del sòl en fan un terreny inhòspit per a l'agricultura. Així, en els inicis, trobem la reina Zabida i la reina Samsi. Cap a començament del segle vii aC, apareixen les reines Iati, Te'elhunu; Hazael i Iskallatu (aquestes dues van governar conjuntament), i Hazael i Tabia (també governant conjuntament). A mitjan segle, Iata (anomenat Uaate, Watig, Iauta o Yautag, és a dir, espavilat) governava amb la reina Adiya. Altres sobirans en són Abiiati, Uaate II (que disputa el poder a l'anterior) i el fill d'aquest darrer, Ben Uaate.